# Michael Wincott
Michael Wincott, född 21 januari 1958 i Toronto, Ontario, Kanada, är en kanadensisk skådespelare som är bäst känd för sin djupa, skrovliga röst.
Wincott spelar mindre karaktärsroller i independent-filmer och bovar i större filmer. Hans mest kända roll är den som onde brottsledaren Top Dollar i The Crow (1994). Han spelade även The Doors producent Paul A. Rothchild i Oliver Stones The Doors.

## Filmografi (i urval)
- 1988 – Miami Vice (TV-serie) avsnitt "Blood & Roses"
- 1991 – The Doors
- 1991 – Robin Hood: Prince of Thieves
- 1993 – Romeo Is Bleeding
- 1993 – De tre musketörerna
- 1994 – The Crow
- 1996 – Strange Days
- 1996 – Basquiat – den svarte rebellen
- 1997 – Metro
- 1997 – Alien återuppstår
- 2001 – I spindelns nät
- 2002 – Greven av Monte Cristo
- 2002 – Skattkammarplaneten (röst)
- 2004 – Attentatet mot Richard Nixon
- 2006 – Seraphim Falls
- 2008 – What Just Happened